# 시리 애플비
시리 애플비(Shiri Appleby, 1978년 12월 7일 ~ )는 미국의 배우, 감독이다.

## 출연 작품

### 영화
- 빛을 향해 가다 (1988, Go Toward the Light)
- 사탄 (1989)
- 바람둥이 길들이기 (1990)
- 위험한 침입자 (1992, Perfect Family)
- 가족의 기도 (1993, Family Prayers)
- 13층 (1999)
- 사랑하고 싶은 그녀 (1999)
- A Time for Dancing (2002)
- 위험한 유혹 (2002)
- The Battle of Shaker Heights (2003)
- 언더토우 (2004, Undertow)
- 다크 라이트 (2004, Darklight)
- When Do We Eat? (2005)
- Everything You Want (2005)
- 하복 (2005)
- I'm Reed Fish (2006)
- Thrill of the Kill (2006)
- 찰리 윌슨의 전쟁 (2007)
- 킬링 플로어 (2007, The Killing Floor)
- What Love Is (2007)
- Kristin's Christmas Past (2013)
- All American Christmas Carol (2013)
- The Devil's Candy (2015)
- Lemon (2017)
- 유어 플레이스 오어 마인 (2023)

### 텔레비전
- Knots Landing (1990)
- 로즈웰 (1999-2002)
- Six Degrees (2006-07)
- ER (2008-09)
- 더 레이트 레이트 쇼 위드 크레이그 퍼거슨 (2010)
- 라이프 언익스펙티드 (2010-11)
- 시카고 파이어 (2012-15)
- 걸스 (2013-14)
- 언리얼 (2015-18)